# Вулька-Коморовська
Вулька-Коморовська (пол. Wólka Komorowska) — село в Польщі, у гміні Ізбиця-Куявська Влоцлавського повіту Куявсько-Поморського воєводства.
Населення — 111 осіб (2011).
У 1975-1998 роках село належало до Влоцлавського воєводства.

## Демографія
Демографічна структура станом на 31 березня 2011 року:
|          | Загалом | Допрацездатний вік | Працездатний вік | Постпрацездатний вік |
| -------- | ------- | ------------------ | ---------------- | -------------------- |
| Чоловіки | 57      | 14                 | 33               | 10                   |
| Жінки    | 54      | 15                 | 22               | 17                   |
| Разом    | 111     | 29                 | 55               | 27                   |